# 芦原義重
芦原 義重（あしはら よししげ、1901年3月4日 - 2003年7月12日）は、昭和期の実業家。関西電力元社長・会長・名誉会長。芦原義倫は四男。

## 経歴
香川県高松市出身。高松中学、旧制第六高等学校を経て、1924年3月京都帝国大学工学部電気工学科卒業。同年、阪神急行電鉄（現・阪急電鉄、企業としては現・阪急阪神ホールディングス）に入社した。1942年の配電統制により関西配電へ引継採用され、工務部電務課長に就任した。1946年、同社常務取締役、1950年、同社取締役副社長。

### 関電中興の祖
1951年の電気事業再編成により、関西電力常務取締役に就任した。1959年に太田垣士郎の後任として取締役社長に就任し、黒部川開発を始めとした電源開発と共にいち早く原子力発電を導入した。折から公害や環境破壊が問題となり、地域住民の電源立地が困難になると、中央の財政界を巻き込んで政府の電源立地促進政策強化を支援、原子力開発において国民的コンセンサス確立に努めた。さらに、発電から配電に至る広範な革新技術の開発導入を進めるとともに、設備運用・経営管理面におけるコンピュータリゼーションの推進による経営全般の近代化・効率化に努めた。
関電経営の傍ら、財政制度審議委員・科学技術審議議員、日本万国博覧会協会副会長などの公職を務め、関西経済同友会の代表理事や関西経済連合会会長・日本電気協会会長・公共広告機構（現：ACジャパン）会長、さらには阪急電鉄・日本生命・大阪ガスなどの社外取締役や毎日新聞社顧問も務めた。関西の財界に影響力を持ち続けたことから「関電の中興の祖」「関西財界の重鎮」と呼ばれていた。

### 関電二・二六事件
1970年に芦原は会長に退き、1987年に相談役名誉会長に退いた。その後も腹心の内藤千百里（のち副社長）を用いて社内に強い影響力を持った。ところが、1986年に『朝日ジャーナル』誌で連載されていた「企業探検」で関電が取り上げられ、その一種恐怖支配とも取れるワンマンぶりが公となった（なお、この記事を執筆したのは当時龍谷大学教授だった奥村宏であった）。これで社内外に批判が噴出、翌1987年2月26日の関電取締会で芦原と内藤の解任動議が出され、小林庄一郎会長の主導で、両者の解任が可決された。
1993年、芦原からの寄付金を基に芦原科学賞が設立された。1998年、関西電力名誉会長。
2003年7月12日、肺炎のため死去。

## 賞罰
- 1959年 - 藍綬褒章[1]
- 1971年 - 勲一等瑞宝章[1]
- 1978年 - 勲一等旭日大綬章[1]

## 関連作品
- 『黒部の太陽』（演：志村喬）